# Xian de Quannan
Le xian de Quannan (全南县 ; pinyin : Quánnán Xiàn) est un district administratif de la province du Jiangxi en Chine. Il est placé sous la juridiction de la ville-préfecture de Ganzhou.

## Démographie
La population du district était de 180 760 habitants en 1999.